# Palaus

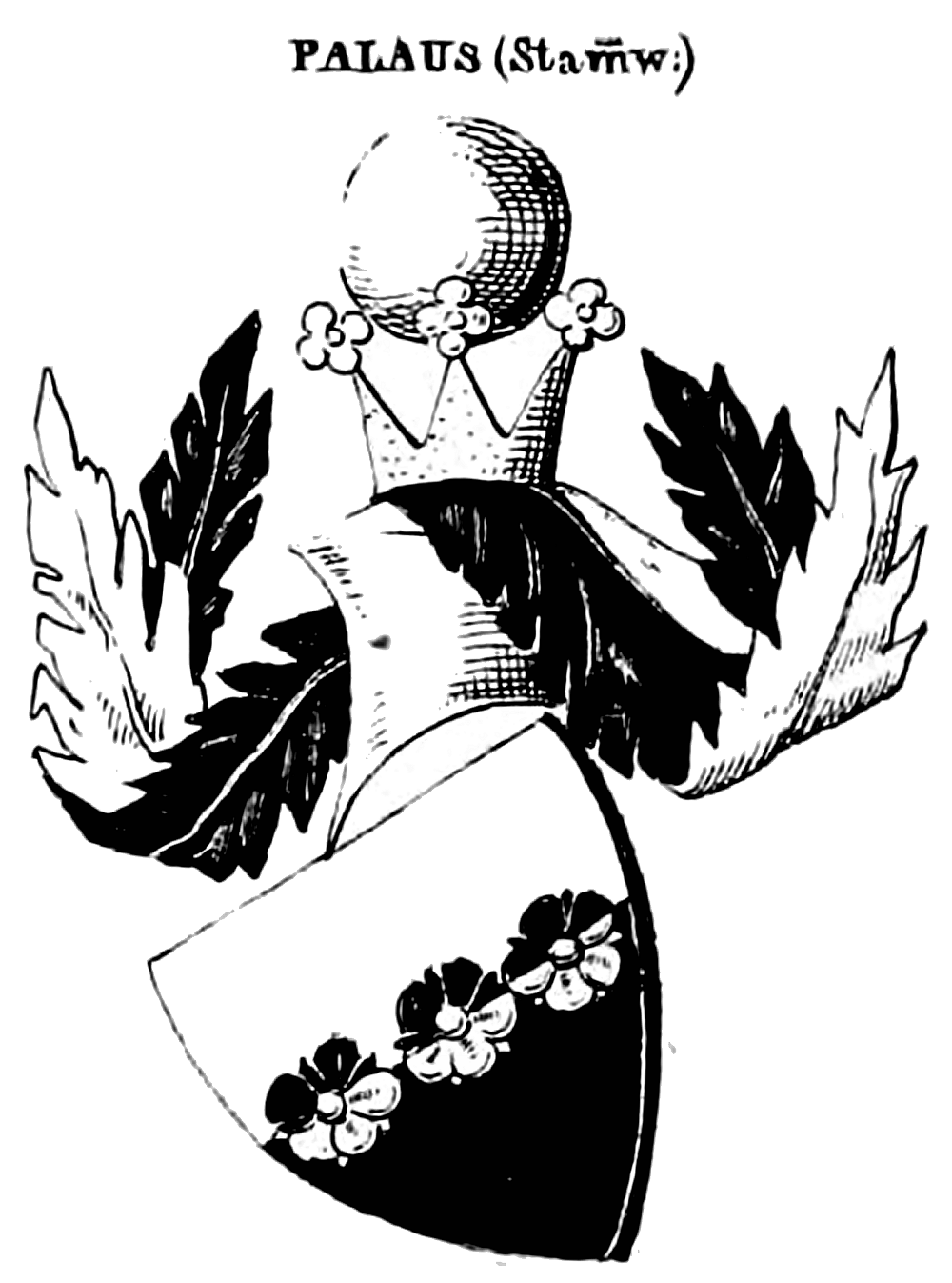
Stammwappen derer von Palaus

Pal(l)aus, Campman und Razöz war der Name eines alten tirolischen Adelsgeschlechts, welches in den erblichen Reichsritterstand und erbländisch-österreichischen Freiherrenstand erhoben wurde.

## Geschichte
Der Heraldiker Otto Titan von Hefner rechnete die Familie zu den ältesten Geschlechtern Tirols. Der Überlieferung nach waren die Pal(l)aus im Gefolge des heiligen Vigilius von Rom in die Grafschaft Tirol gekommen. Der Familienname soll auf den Stammsitz in Plaus zurückgehen. Andere Quellen berichten von dem ursprünglichen Familiennamen „Balla“ nach dem Stammwappen mit den drei Ballen. Bereits 1377 erscheint Hans Pallauser in der Grafschaft Tirol in Tramin, Villanders, Trostburg, Guffidann und Campan begütert. Möglicherweise ist er identisch mit dem Hans Pallaus († 1390), dessen Grabstein sich auf dem Friedhof von Vahrn befindet. Letzterer führte bereits das Stammwappen. Seit 1426 bekleidete die Familie in Sarns das erbliche Amt des Küchenmeiers des Hochstifts Brixen. Am 15. Oktober 1497 erhob Kaiser Maximilian I. in Innsbruck die Brüder Nikolaus Paul, Domherr in Brixen und Hans Palaus in den Reichsadelsstand und erklärte ihren Sitz auf der Bühl in Sarns zum Edelsitz. Des Weiteren genehmigte er den Ansitz Palaus zu nennen. Die Quellen widersprechen sich, ob es sich hierbei um eine Adelserhebung oder Bestätigung des althergebrachten Adels handelte. 1514 erfolgte die Eintragung in die tirolerische Adelsmatrikel. Am 14. Mai 1753 wurde das Geschlecht in Wien mit dem tirolerischen Landmann Johann Anton von Pallaus in den erbländisch-österreichischen Freiherrenstand erhoben. Ignaz Anton Freiherr von Palaus, Campan und Razöz (* 1780) erlangte als königlich-bayerischer Kämmerer und Appellationsgerichtsrat in Bamberg die Eintragung in die Adelsmatrikel des Königreichs Bayern. Das Geschlecht ist mit dem königlich-bayerischen Kämmerer Maximilian Freiherr von Palaus († 1885) im Mannesstamm erloschen. Er wurde am 20. April 1885 zu Bamberg mit Schild und Helm begraben.

## Wappen
Blasonierung
- Stammwappen: Von Silber und Schwarz geteilt. Auf der Teilungslinie drei Rosen in gewechselten Farben. Auf dem Helm mit schwarz-silbernen Helmdecken ein Spitzhut bezeichnet wie der Schild, oben besteckt mit einem schwarzen Hahnenfederbusch.
- Freiherrenwappen: Quadriert, jedes Feld abwechselnd silbern-schwarz und schwarz-silbern geteilt und auf diesen Teilungslinien mit je drei Rosen verwechselter Tinktur belegt. Auf dem gekrönten Helm mit schwarz-silbernen Decken eine silberne Kugel.

Historische Wappenvarianten

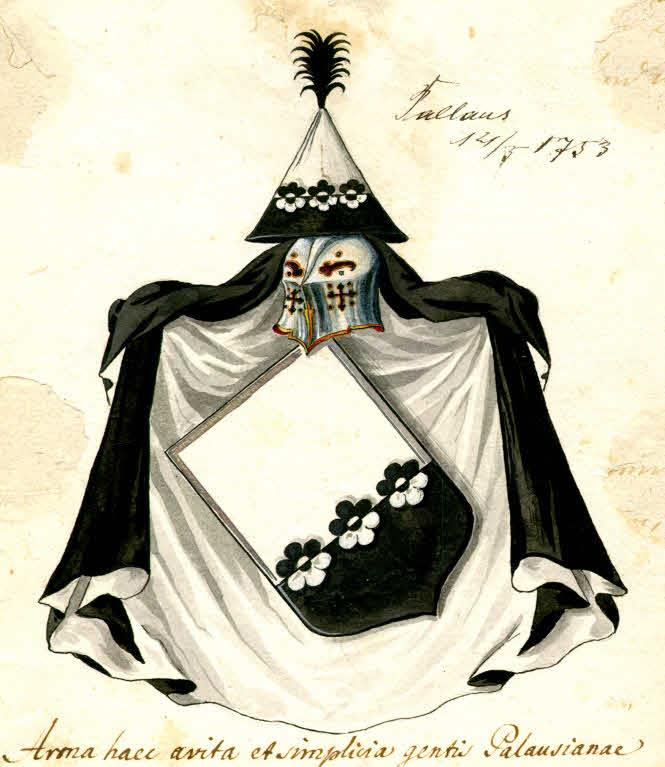
Stammwappen derer von Palaus
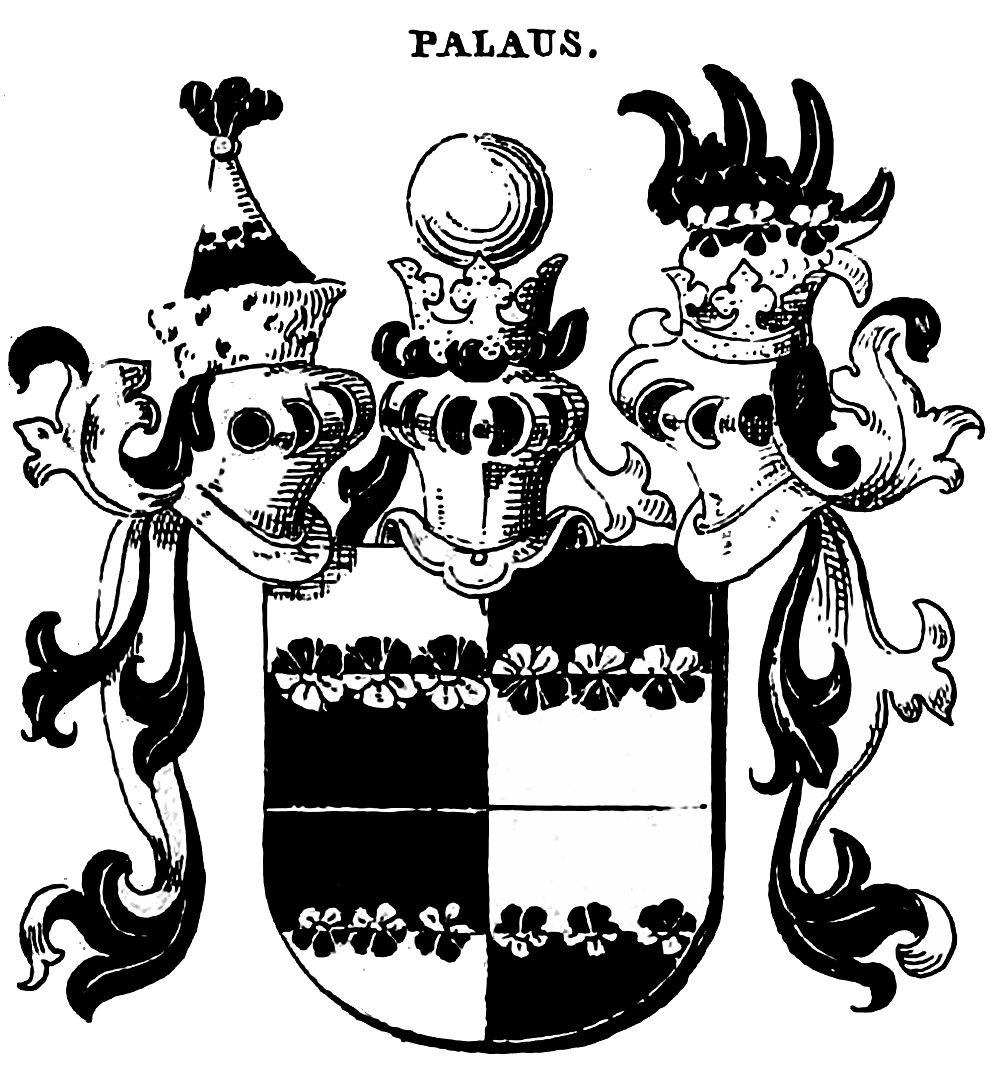
Freiherrenwappen in Siebmachers Wappenbüchern
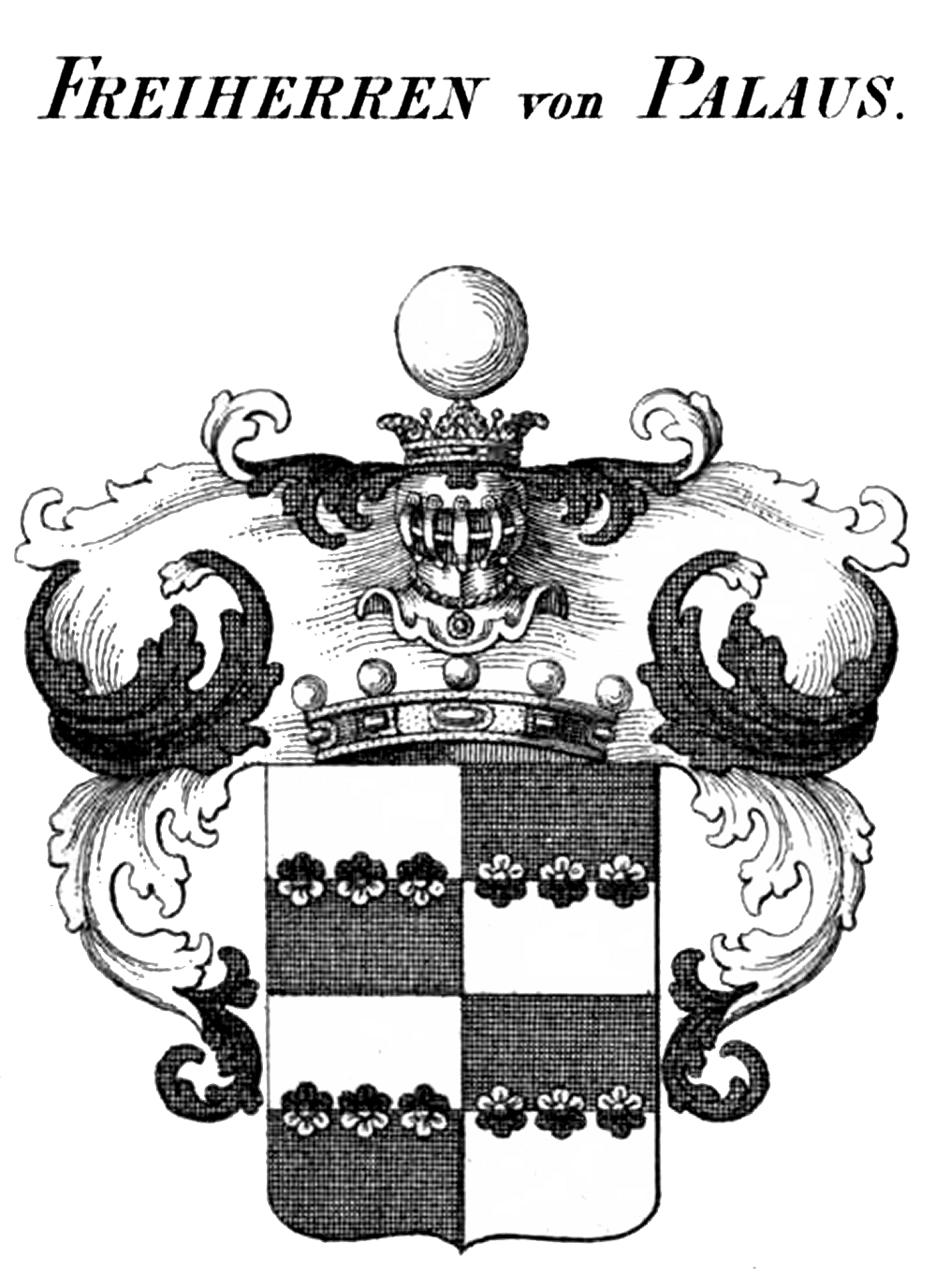
Freiherrenwappen in Tyroffs Wappenbuch Tirol
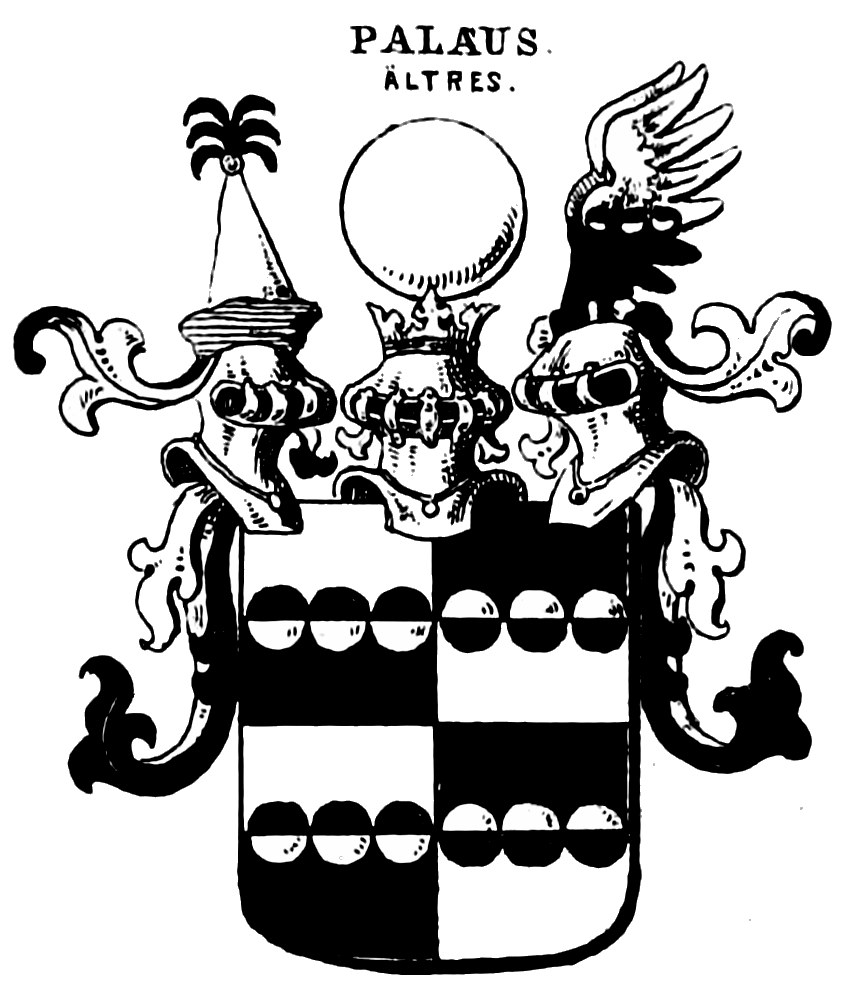
Freiherrenwappen in Siebmachers Wappenbüchern

## Genealogie (Auswahl)
1. Johann Anton Freiherr von Palaus, tirolerischer Landmann, ⚭ Anna von Söll zu Aich und Hahnberg
  1. Caspar Freiherr von Palaus, ⚭ Hedwig Freiin von Cazan zu Griesfeld
    1. Ignaz Anton Freiherr von Palaus (* 5. September 1780 auf Schloss Pallaus; † 29. April 1858 in Bamberg), königlich-bayerischer Kämmerer und Appellationsgerichtsrat in Bamberg, ⚭ 30. Oktober 1823 Anna Freiin von Lindt (* 17. Oktober 1795), Ehrendame des königlich-bayerischen Theresienordens
      1. Maximilian Freiherr von Palaus (* 8. September 1824, † 1885), königlich-bayerischer Kämmerer, Letzter des Geschlechts
      2. Wilhelm Freiherr von Palaus (* 3. September 1827)

    2. Karl Freiherr von Palaus, königlich-bayerischer Platzmajor in Landshut, ⚭ Catharina Bonfioli-Cavaccabo
      1. Reinhold Christian Freiherr von Palaus (* 16. Oktober 1820 in Landau in der Pfalz)
      2. Henriette Hyppolita Franziska Hedwig Freiin von Palaus, Ehrendame des königlich-bayerischen Theresienordens